# تاد لا توره
تاد لا توره (انگلیسی: Todd La Torre؛ زادهٔ ۱۹ فوریهٔ ۱۹۷۴) طبل‌زن، و خواننده اهل ایالات متحده آمریکا است. وی از سال ۱۹۹۱ میلادی تاکنون مشغول فعالیت بوده است.